# Proprioseiopsis campanulus
Proprioseiopsis campanulus är en spindeldjursart som beskrevs av Wolfgang Karg 1979. Proprioseiopsis campanulus ingår i släktet Proprioseiopsis och familjen Phytoseiidae. Inga underarter finns listade i Catalogue of Life.